# Carter (Montana)
Carter és una concentració de població designada pel cens dels Estats Units a l'estat de Montana. Segons el cens del 2000 tenia 62 habitants.

## Demografia
Segons el cens del 2000, Carter tenia 62 habitants, 31 habitatges, i 19 famílies. La densitat de població era de 8,2 habitants per km².
Dels 31 habitatges en un 12,9% hi vivien nens de menys de 18 anys, en un 58,1% hi vivien parelles casades, en un 3,2% dones solteres, i en un 38,7% no eren unitats familiars. En el 32,3% dels habitatges hi vivien persones soles el 12,9% de les quals corresponia a persones de 65 anys o més que vivien soles. El nombre mitjà de persones vivint en cada habitatge era de 2 i el nombre mitjà de persones que vivien en cada família era de 2,42.
Per edats la població es repartia de la següent manera: un 12,9% tenia menys de 18 anys, un 4,8% entre 18 i 24, un 27,4% entre 25 i 44, un 30,6% de 45 a 60 i un 24,2% 65 anys o més.
L'edat mediana era de 47 anys. Per cada 100 dones de 18 o més anys hi havia 116 homes.
La renda mediana per habitatge era de 24.583 $ i la renda mediana per família de 33.125 $. Els homes tenien una renda mediana de 16.250 $ mentre que les dones 23.125 $. La renda per capita de la població era de 19.397 $. Aproximadament el 9,5% de les famílies i el 13,4% de la població estaven per davall del llindar de pobresa.

## Poblacions més properes
El següent diagrama mostra les poblacions més properes.